# Möwengelächter
Möwengelächter (isländisch Mávahlátur) ist ein isländisches Filmdrama aus dem Jahr 2001. Der Film basiert auf dem gleichnamigen Roman der Autorin Kristín Marja Baldursdóttir. Regie führte Ágúst Guðmundsson. Eine der Hauptrollen verkörpert der deutsche Schauspieler Heino Ferch. Der Film ist 104 Minuten lang.

## Handlung
Die junge Witwe Freya kehrt nach Ende des Zweiten Weltkriegs und dem Ableben ihres Gatten, eines US-Soldaten, aus den Vereinigten Staaten in ihr isländisches Heimatdorf zurück. Freudig aufgenommen von entfernteren, teils sozialistisch angehauchten Verwandten – ihrem Onkel – sowie ihren daheim gebliebenen Freundinnen, präsentiert sich Freya als elegante und gebildete Frau von Welt. Doch nicht von allen Dorfbewohnern wird ihre Rückkehr positiv aufgenommen – vor allem ihre elfjährige Cousine Agga hegt mehr und mehr Bedenken gegen die junge Frau. Bezüglich der übrigen Dorfbewohner, versteht Freya es vor allem den Männern den Kopf zu verdrehen, was die Frauen schnell mit missmutigen, teils neidischen Blicken, quittieren. Besonders hat sie es auf Björn Theódór abgesehen, der den womöglich begehrtesten und kosmopolitischsten – deutsch beeinflussten – Junggesellen des Dorfes darstellt, ist er doch ein junger Bauingenieur, der im Ausland studiert hat. Dennoch ist es nicht nur das, was den jungen Mann so interessant für Freya macht – Björn Theódór stammt aus einer sehr reichen Familie, die Anteile der örtlichen Fischereiflotte hält. Freya, die sich nach dem Ableben ihres Mannes nicht nur nach einer neuen Liebe, sondern vor allem einer Möglichkeit ihren amerikanischen Lebensstandard aufrechtzuerhalten sehnt, sieht in Björn Theódór die Möglichkeit endlich in der isländischen Gesellschaft aufzusteigen. Als Mädchen aus der Arbeiterklasse bietet eine Heirat die womöglich einzige Option, um dies zu erreichen. Nach etlichen Irrungen und Wirrungen, sowie eines Auslandsaufenthalts Björns ohne jeglichen Kontakt zu seiner Angebeteten und eines Geschäftsversuches Freyas – sie führt einen Stoff- und Kurzwarenladen, werden Björn Theódór und Freya ein festes Paar, wogegen die feinere Gesellschaft des Ortes und allen voran Björn Theódórs eigene Mutter protestiert. Obgleich der vorhandenen Hindernisse, verloben sich die beiden und zeugen ein gemeinsames Kind, woraufhin Freya es schafft gesellschaftlich aufzusteigen und in das luxuriöse Anwesen der Familie einzuziehen. Den Sticheleien und der offensichtlichen Ablehnung ihrer Schwiegermutter zum Trotz, bemüht Freya sich dennoch Gerechtigkeit zu verschaffen. Zum einen lädt sie die Armen und Ausgestoßenen des Dorfes zum Tee, zum anderen versucht sie jedoch auch mit anderen Mitteln Ordnung und Recht herzustellen. Das ist es auch, was die kleine Cousine Agga, die alles was Freya tut aus ihrem Versteck beobachtet, mehr als energisch versucht dem örtlichen Polizisten Magnús zu verständlichen. Die Machenschaften ihrer Cousine laufen, laut Agga, nämlich auf das Entzünden des unsympathischen und gewalttätigen Ehemanns einer ihrer Freundinnen inklusive Haus, sowie des Mordes an ihrem eigenen Verlobten hinaus. Auch die Mutter ihres Verlobten stirbt während Freyas Anwesenheit in deren Haus. Letztendlich beginnt Magnús, Aggas Geschichten Glauben zu schenken und das Mädchen als wertvolle Partnerin und Spionin zu loben. Dennoch wird er enttäuscht – Agga streitet nun alles ab. Sie ist vom Mädchen zur Frau geworden, nun Teil der örtlichen Gesellschaft, hat die Seiten gewechselt und bestätigt, dass alle ihre Geschichten nichts als eine einzige Lüge gewesen seien.

## Rezeption
„Eine ansprechende Komödie im trockenen, behutsam selbstverspottenden skandinavischem Stil (…); Möwengelächter bringt eine isländische Legende auf den Boden der Tatsachen.“

„Der Film balanciert zwischen dunkel und hell, warm und kalt, genau wie ein isländisches Jahr.“

„Perle im gutsortierten Dramenregal.“

## Auszeichnungen
Möwengelächter war Islands Beitrag zur Oscarverleihung 2002 als Bester Fremdsprachiger Film, wurde letztendlich aber nicht als Kandidat akzeptiert. Der Film wurde zudem mit sechs Edda Filmpreisen (unter anderem Bester Film, Bester Regisseur, Bestes Drehbuch und Beste Hauptdarstellerin) prämiert. Ugla Egilsdóttir erhielt für ihre Verkörperung der jungen Agga 2002 auf dem tschechischen Internationalen Filmfestival Karlovy Vary den Preis für die Beste Schauspielerin. Bei den Nordischen Filmtagen Lübeck gewann Möwengelächter den Ökumenischen Jurypreis.

## Sprachen
Möwengelächter ist in Isländischer Sprache mit englischen, deutschen, dänischen, französischen, sowie tschechischen Untertiteln erhältlich.